# Gigaquit
Gigaquit is een gemeente in de Filipijnse provincie Surigao del Norte op het eiland Mindanao. Bij de laatste census in 2007 had de gemeente bijna 19 duizend inwoners.

## Geografie

### Bestuurlijke indeling
Gigaquit is onderverdeeld in de volgende 13 barangays:
| - Alambique - Anibongan - Cam-boayon - Camam-onan - Ipil - Lahi - Mahanub | - Poniente - San Antonio - San Isidro - Sico-sico - Villaflor - Villafranca |

## Demografie
Gigaquit had bij de census van 2007 een inwoneraantal van 18.870 mensen. Dit zijn 2.715 mensen (16,8%) meer dan bij de vorige census van 2000. De gemiddelde jaarlijkse groei komt daarmee uit op 2,17%, hetgeen hoger is dan het landelijk jaarlijks gemiddelde over deze periode (2,04%). Vergeleken met de census van 1995 is het aantal mensen met 3.609 (23,6%) toegenomen.

De bevolkingsdichtheid van Gigaquit was ten tijde van de laatste census, met 18.870 inwoners op 138,11 km², 110,5 mensen per km².